# La mosquitera
Pour plus de détails, voir Fiche technique et Distribution.
La mosquitera est un film espagnol réalisé par Agustí Vila, sorti en 2010.

## Synopsis
Le film évoque une famille catalane dysfonctionnelle : Miguel et Alícia, leur fils Lluís et les parents de Miguel. Lluís recueille des chats errants qui envahissent l'appartement familial. Alícia envisage le divorce. Maria, la mère de Miguel a la maladie d'Alzheimer.

## Fiche technique
- Titre : La mosquitera
- Réalisation : Agustí Vila
- Scénario : Agustí Vila
- Photographie : Neus Ollé
- Montage : Martí Roca
- Production : Luis Miñarro
- Société de production : Eddie Saeta S. A., Televisió de Catalunya et Televisión Española
- Société de distribution : Bodega Films (France)
- Pays :  Espagne
- Genre : Comédie dramatique
- Durée : 95 minutes
- Dates de sortie : 
  -  Espagne : 5 novembre 2010
  -  France : 19 octobre 2011

## Distribution
- Emma Suárez : Alícia
- Eduard Fernández : Miquel
- Martina García : Ana
- Anna Ycobalzeta : Raquel
- Marcos Franz : Lluís
- Alex Batllori : Sergi
- Noa Schinnerling : Susanna
- Geraldine Chaplin : María
- Fermí Reixach : Robert
- Tomàs Morató : Joel

## Distinctions
Le film a reçu le Globe de cristal au festival international du film de Karlovy Vary et a été nommé au prix Goya de la meilleure actrice pour Emma Suárez.